# Gấu nâu Ussuri
Gấu nâu Ussuri hay gấu nâu Amur, gấu xám đen hay gấu ngựa (Ursus arctos lasiotus) là một phân loài gấu nâu. Phân bố tại Nga: miền nam quần đảo Kuril, Sakhalin, vùng Primorsky và khu vực sông Ussuri/Amur ở phía nam rặng núi Stanovoy, Trung Quốc: đông bắc Hắc Long Giang, Nhật Bản: Hokkaidō.